# Heptobarbital
El Heptobarbital (Rutonal), también conocido como ácido fenilmetilbarbitúrico es un derivado de los barbitúricos. A menudo se ha confundido con el metilfenobarbital porque ambos fármacos contienen una fracción de metilfenilo y, en general, tienen una estructura muy similar.